# Günter Schröter
Günter Schröter (ur. 3 maja 1927 w Brandenburgu, zm. 10 lutego 2016) – niemiecki piłkarz występujący na pozycji napastnika, reprezentant NRD.

## Życiorys
W latach 1937–1944 był juniorem Brandenburger SC Süd, jednak przed siedemnastymi urodzinami został wcielony do Wehrmachtu. Po zakończeniu II wojny światowej pracował przymusowo w polskiej kopalni, a w 1948 roku został zwolniony. Po powrocie do Niemiec rozpoczął grę w piłkę nożną w klubie BSG Konsum Brandenburg. W sezonie 1949/1950 był zawodnikiem SG Volkspolizei Poczdam, a po jego zakończeniu przeszedł do SG Volkspolizei Drezno. W barwach tego klubu zadebiutował w DDR-Oberlidze 3 września 1950 roku w wygranym 2:0 spotkaniu z BSG Lokomotive Stendal, w którym zdobył również bramkę. W 1952 roku zdobył po raz pierwszy w karierze Puchar NRD. 21 września 1952 roku zadebiutował w reprezentacji w przegranym 0:3 towarzyskim meczu z Polską. W sezonie 1952/1953 zdobył mistrzostwo NRD. W 1954 roku został zawodnikiem Dynama Berlin. W 1956 roku spadł z klubem z DDR-Oberligi, jednak rok później Dynamo powróciło do najwyższej klasy rozgrywkowej. W 1959 roku zdobył z Dynamem puchar kraju. W 1963 roku zakończył karierę zawodniczą. Następnie pełnił funkcje szkoleniowe w Dynamie Berlin: był asystentem trenera i trenerem juniorów, a w latach 1972–1973 pierwszym trenerem.

## Życie prywatne
Od 1949 roku był żonaty z Edith. Małżeństwo miało dwoje dzieci.

## Statystyki ligowe
| Sezon     | Klub                   | Liga         | Mecze | Gole |
| --------- | ---------------------- | ------------ | ----- | ---- |
| 1950/1951 | SG Volkspolizei Drezno | DDR-Oberliga | 33    | 32   |
| 1951/1952 | SG Volkspolizei Drezno | DDR-Oberliga | 36    | 18   |
| 1952/1953 | SG Dynamo Drezno       | DDR-Oberliga | 33    | 15   |
| 1953/1954 | SG Dynamo Drezno       | DDR-Oberliga | 28    | 10   |
| 1954/1955 | SC Dynamo Berlin       | DDR-Oberliga | 26    | 8    |
| 1955      | SC Dynamo Berlin       | DDR-Oberliga | 13    | 11   |
| 1956      | SC Dynamo Berlin       | DDR-Oberliga | 25    | 8    |
| 1957      | SC Dynamo Berlin       | DDR-Liga     | 26    | 16   |
| 1958      | SC Dynamo Berlin       | DDR-Oberliga | 26    | 7    |
| 1959      | SC Dynamo Berlin       | DDR-Oberliga | 26    | 13   |
| 1960      | SC Dynamo Berlin       | DDR-Oberliga | 26    | 11   |
| 1961/1962 | SC Dynamo Berlin       | DDR-Oberliga | 38    | 9    |
| 1962/1963 | SC Dynamo Berlin       | DDR-Oberliga | 25    | 12   |